# Ши Пейпу
Ши Пейпу (кит.: 时佩璞; 21 грудня 1938, Куньмін —30 червня 2009, Париж) — китайський актор, співак Пекінської опери, шпигун.

## Життєпис
Народився 21 грудня 1938 року у Куньміні (провінція Юньнань) у родині вчителів. Тут ж навчався, закінчив місцевий університет. Незабаром переїздить до Пекіна, де у 1955 році стає співаком Пекінської опери.
У 1964 році Ши Пейпу познайомився з французьким дипломатом Бернаром Бурсіко. Пізніше, Ши став викладати китайську мову членам родин працівників посольства Франції. Ши розповів Бурсіко, що він був нібито співачкою Пекінської опери, вимушеної вбиратися в чоловічу сукню через бажання її батька мати сина. У них почався роман, протягом якого Бурсіко був упевнений, що має справу з жінкою, списуючи «скромність» Ши щодо власного тіла на особливості китайського виховання. У грудні 1965 року Ши заявив Бурсіко про свою «вагітність». У ході однієї з рідкісних зустрічей Ши розповів йому, що нібито народився хлопчик, якого відіслали в якесь безпечне місце на кордоні з СРСР. Через чотири роки Ши представив Бурсіко цього «сина», в дійсності купленого ним у якогось лікаря в Сіньцзяні. У наступне десятиліття побачення Ши та Бурсіко стали епізодичними у зв'язку з призначеннями Бурсіко на інші посади у французьких посольствах в Азії.
Коли про відносини Ши та Бурсіко дізналися спецслужби КНР, вони зажадали від Бурсіко передавати їм посольську документацію. Всього за час служби Бурсіко в Пекіні у 1969—1972 і в Улан-Баторі (МНР) у 1977—1979 роках їм було передано понад 500 документів.
Після відставки Бурсіко у 1979 році він повернувся до Франції, проте у 1982 році зміг оформити візу і переїзд до Парижу Ши разом зі своїм шістнадцятирічним «сином»-уйгуром. Ця обставина привернула увагу французької контррозвідки, і 30 червня 1983 року Бурсіко і Ши були заарештовані за підозрою в шпигунстві на користь Китаю. Бурсіко визнав факт передачі документів, виправдовуючи це тим, що лише так він міг зберегти життя «матері свого сина». Дізнавшись нарешті про справжню стать Ши, Бурсіко до останнього моменту відмовлявся в це вірити, а переконавшись, здійснив невдалу спробу самогубства. В ході слідства Ши Пейпу заявляв, що не приховував своєї статі навмисно, і не розповів про неї Бурсіко лише тому, що той не питав.
У 1986 році Ши й Бурсіко були засуджені до 6 років ув'язнення за шпигунство. У квітні 1987 року Ши був помилуваний президентом Ф.Міттераном в ході спроби налагодити взаємини з КНР. Як приклад незначущості матеріалів, переданих Бурсіко, наводилося передане повідомлення про те, що Улан-Баторський драматичний театр ставить «Кармен» і потребує художників й костюмерів. Після свого звільнення Ши залишився в Парижі й співав в опері. Помер 30 червня 2009 року.